# Saint-Martin-Gimois

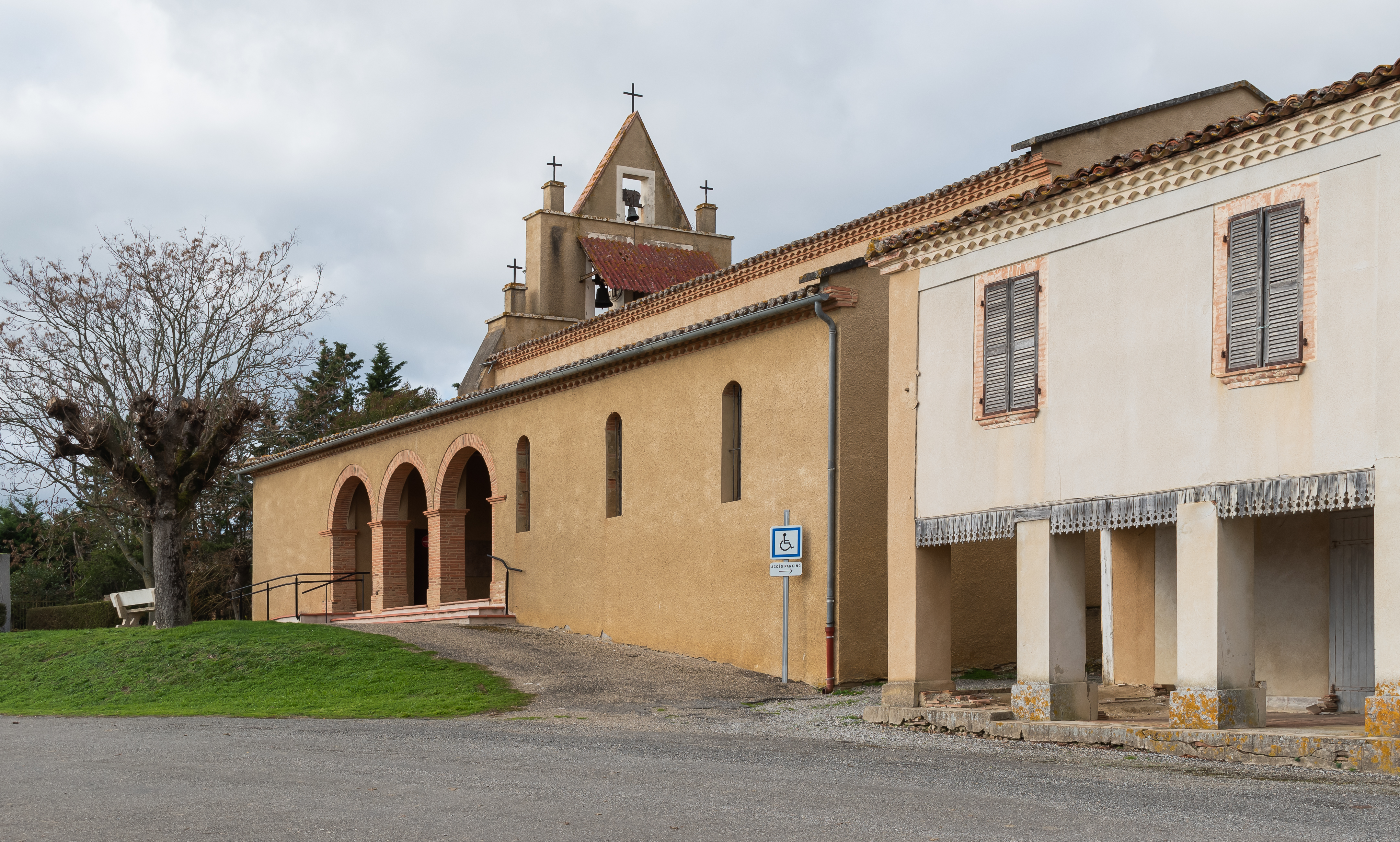
Kirche St. Martin, Saint-Martin-Gimois, Gers, Frankreich

Saint-Martin-Gimois (gaskognisch: Sent Martin Gimoés) ist eine französische Gemeinde mit 84 Einwohnern (Stand 1. Januar 2022) im Département Gers in der Region Okzitanien (bis 2015 Midi-Pyrénées); sie gehört zum Arrondissement Auch und zum Gemeindeverband Communauté de communes des Coteaux Arrats Gimone. Die Bewohner nennen sich Saint-Martinais/Saint-Martinaises.

## Geografie
Saint-Martin-Gimois liegt rund 23 Kilometer südöstlich von Auch im Südosten des Départements Gers. Die Gemeinde besteht aus Weilern, zahlreichen Streusiedlungen und Einzelgehöften. Der Fluss Marcaoue bildet teilweise die östliche Gemeindegrenze.
Nachbargemeinden sind Polastron im Norden, Saint-Soulan im Osten, Mongausy im Süden, Saramon im Westen sowie Tirent-Pontéjac im Nordwesten.

## Bevölkerungsentwicklung
| Jahr                       | 1793 | 1851 | 1881 | 1911 | 1911 | 1962 | 1968 | 1975 | 1982 | 1990 | 1999 | 2006 | 2011 | 2016 |
| Einwohner                  | 316  | 370  | 323  | 242  | 173  | 113  | 95   | 89   | 86   | 87   | 74   | 73   | 86   | 91   |
| Quellen: Cassini und INSEE |      |      |      |      |      |      |      |      |      |      |      |      |      |      |